# Keith Campbell (Rennfahrer)

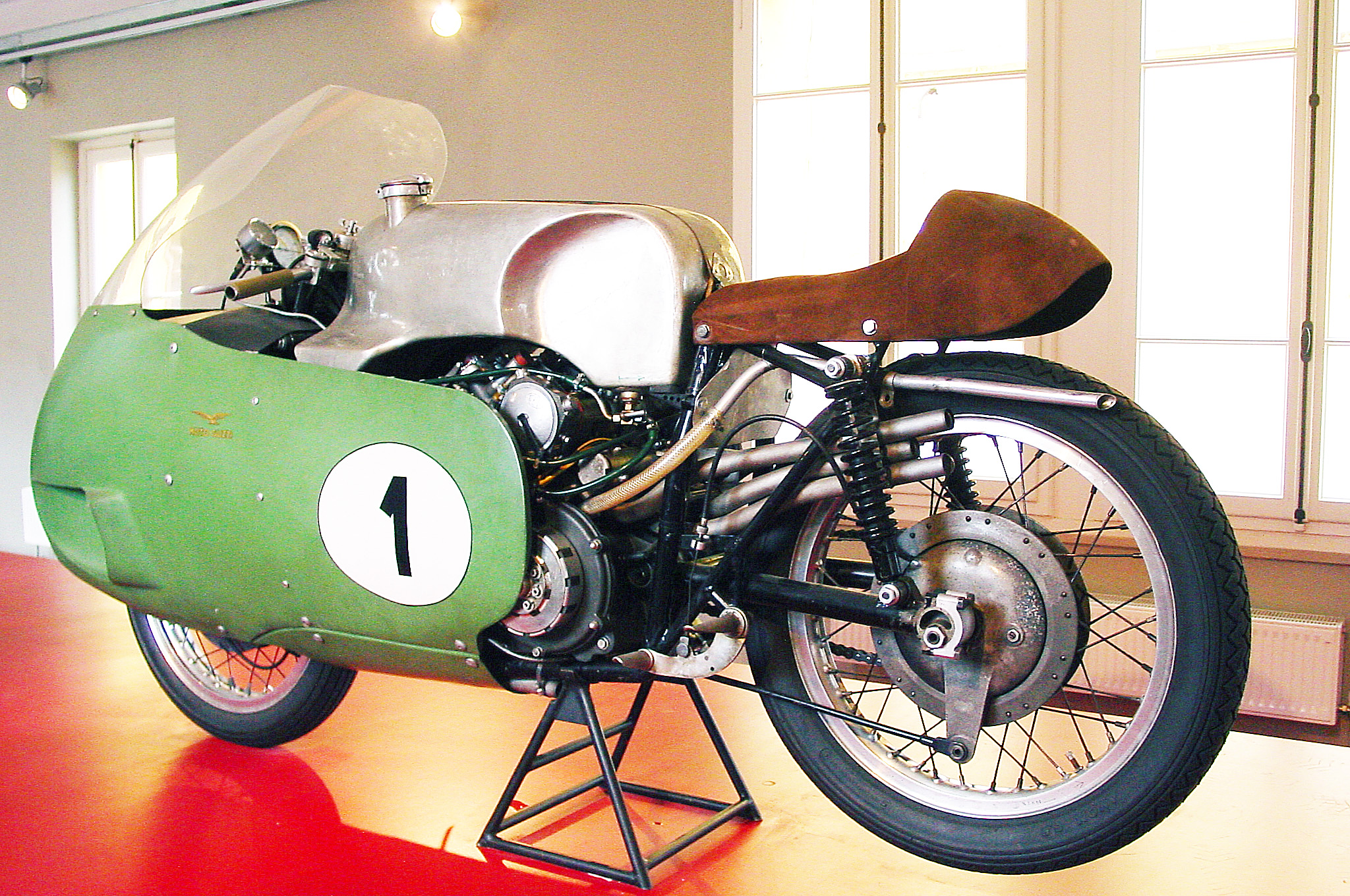
Eine Moto Guzzi V8 wie sie Campbell 1956 pilotierte

Keith Ronald Campbell (* 2. Oktober 1931 in Melbourne, Australien; † 13. Juli 1958 in Laréole, Frankreich) war ein australischer Motorradrennfahrer. In der Saison 1957 gewann er mit Moto Guzzi den WM-Titel in der 350-cm³-Klasse und wurde so der erste australische Weltmeister in der Geschichte der Motorrad-Weltmeisterschaft.

## Karriere
Keith Campbell wechselte 1953 aus seiner australischen Heimat nach Europa, wo er zuerst für Norton startete und einige Siege bei kleineren Rennen einfahren konnte. 1954 debütierte er mit dem fünften Platz beim 500-cm³-Grand-Prix von Belgien in der Motorrad-WM.
1956 wurde Campbell von Moto Guzzi verpflichtet. Als sich im Verlauf der Saison 1957 die etatmäßigen Werksfahrer Bill Lomas, Dickie Dale und Giuseppe Colnago bei Stürzen verletzten, schlug seine große Stunde. Bereits im ersten WM-Jahr für den italienischen Hersteller konnte der Australier sich den WM-Titel in der 350-cm³-Klasse sichern. Er startete mit dem zweiten Platz bei der Tourist Trophy in die Saison, gewann die Rennen in den Niederlanden und in Belgien sowie den Ulster Grand Prix. Am Saisonende hatte Campbell acht Punkte Vorsprung auf den WM-Zweiten Bob McIntyre, der für Gilera startete.
Außerdem ging Keith Campbell in diesem Jahr auch mit der Moto Guzzi V8 in der 500-cm³-Klasse an den Start. Beim letzten Saisonlauf, dem Großen Preis der Nationen in Monza, stürzte er im Training und konnte nicht an den Start gehen.
Am Ende der Saison 1957 stiegen die italienischen Hersteller Moto Guzzi, F.B Mondial und Gilera aus der Motorrad-WM aus, da in Italien nach einem schweren Unfall in Guidizzolo während der Mille Miglia alle Straßenrennen verboten wurden. Campbell kehrte daraufhin zu Norton zurück, für die er 1958 wiederum in den Klassen bis 350- und bis 500-cm³ an den Start ging und einen zweiten und zwei dritte Plätze einfahren konnte.
Am 13. Juli 1958 verunglückte Keith Campbell im Alter von 26 Jahren bei einem Unfall auf der Rennstrecke von Cadours nahe Toulouse in Frankreich tödlich. Er hatte an diesem Tag bereits das Rennen in der 350-cm³-Klasse des Grand Prix de Cadours gewonnen. In der ersten Runde des folgenden 500er-Rennens kam der Australier in einer schnellen Kurve von der Strecke ab und stürzte schwer. Die dabei erlittenen Verletzungen führten sofort zum Tod.
In seiner kurzen Karriere bestritt Keith Campbell zehn Grand-Prix-Rennen, dabei konnte er drei Siege und insgesamt acht Podiumsplatzierungen feiern.

## Statistik

### Erfolge
- 1957 – 350-cm³-Weltmeister auf Moto Guzzi

### Ehrungen
- Aufnahme in die Australian Motorsport Hall of Fame[1]

### In der Motorrad-Weltmeisterschaft
| Saison | Klasse  | Ergebnis    | Maschine   | Siege |
| ------ | ------- | ----------- | ---------- | ----- |
| 1954   | 500 cm³ | 19.         | Norton     | 0     |
| 1955   | 350 cm³ | 11.         | Norton     | 0     |
| 1957   | 350 cm³ | Weltmeister | Moto Guzzi | 3     |
| 1957   | 500 cm³ | 15.         | Moto Guzzi | 0     |
| 1958   | 350 cm³ | 7.          | Norton     | 0     |
| 1958   | 500 cm³ | 9.          | Norton     | 0     |

## Verweise